# Palestyńska Karta Narodowa
Palestyńska Karta Narodowa – powstała w latach 60. XX wieku deklaracja programowa Organizacji Wyzwolenia Palestyny. W drugiej połowie lat 90. XX wieku została uchwalona przez parlament palestyński i stała się najważniejszym aktem prawnym na terytoriach Autonomii Palestyńskiej.